# Володимир Жилка
Володимир Жилка (27 травня 1900, с. Макаші, Новогрудський повіт, Російська імперія, нині — Несвізький район Мінської області, Білорусь — 1 березня 1933 Уржум, Кіровська область, Російська Федерація) — білоруський поет, перекладач, публіцист, літературний критик.

## Біографія
Народився 27 травня 1900 у селі Макаші в селянській родині Адама Жилки і Тетяни Романенко. Першу освіту здобув у Городейській церковно-приходській школі, потім в Мирському міському училищі (1914). У 1916—1917 з родиною знаходився в якості біженця в Тульській губернії. До 1917 навчався в Богородицькому агрономічному училищі і до кінця року разом з батьком повернувся в Мінськ. Після повернення став членом клубу «Білоруська хатка» і познайомився з головою Білоруського театрального товариства Ш. Ядвігіним. У 1918-1919 працював агрономом в державному маєтку під Мінськом.

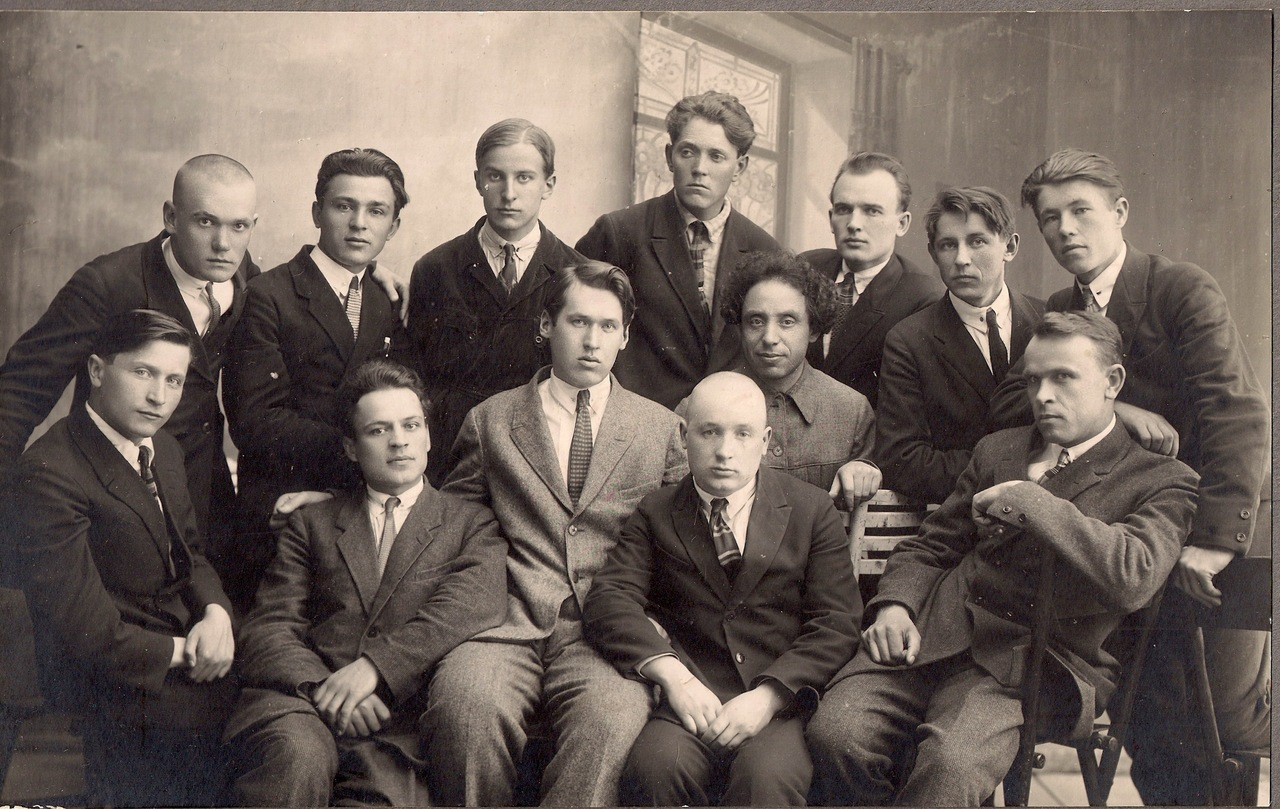
Літературне об'єднання «Ўзвышша». Володимир Жилка третій праворуч у другому ряду. Мінськ. 1929 р.

У 1920, захворівши на туберкульоз, виїхав до батьківської рідні в с. Клетище (Столбцовського району), а потім — до материних родичів в с. Підлісся (того ж району). Після Ризького миру виявився в Польщі, де зблизився з повстанцями, які діяли на Несвіжчині. Писав для підпілля листівки, відозви, вірші, встановив зв'язки з білоруським прогресивним друком у Вільнюсі — газетами «Беларускія ведамасьці» і «Наша думка», які видавав Максим Гарецький. Подружився з лідерами Білоруської революційної організації Л. Родевичем, братами І. та А. Кончевськими. Брав участь в підготовці легальних видань БРО — газет «Наша будучыня» і «Новае жыцьцё». Працював у Вільнюсі в Білоруському книжковому магазині, підтримував театральну майстерню при Віленській білоруській гімназії.
Влітку 1922 року, щоб уникнути переслідувань і призову в армію генерала Желіговського виїхав до Прибалтики. Деякий час лікувався в литовському санаторії Бірштонас, а восени того ж року переїхав до Латвії, де навчався в Білоруській гімназії в Даугавпілсі . Швидко нелегально повернувся до Вільнюса, де допомагав Л. Родевичу в журналістській роботі.
За рекомендацією Л. Родевича в лютому 1923 виїхав у Празький університет стипендіатом чехословацького уряду, навчався на філологічному відділенні філософського факультету. У роки навчання був одним з ініціаторів створення Організації білоруського прогресивного студентства, брав участь у виданні органу цієї організації — журналу «Перавясла». Тут в 1923 опублікував свій програмний твір в руслі прогресивної ідеології студентського руху — «У справе ацэнкі беалрускага адраджэньня».
У 1924 обраний делегатом на європейський з'їзд студентів у Варшаві, де домігся прийому білоруського студентського земляцтва Чехословаччини в члени цієї організації. У 1926 як редактор журналу «Прамень» поїхав до Мінська, щоби взяти участь у науковій конференції з реформи білоруського правопису. Незабаром прийняв радянське громадянство і залишився працювати в газеті «Зьвязда». Входив у літературне об'єднання «Маладняк», звідки пішов у 1927 році і став членом другого об'єднання Ўзвышша. У 1928 перейшов на роботу в Мінський музичний технікум. Подружився з музикознавцем Юліаном Дрейзином, допоміг перекласти на білоруську мову і поставити силами студентів оперу «Фауст». Працював перекладачем Білоруського державного кіно.
19 липня 1930 заарештований під Мінськом ГПУ Білорусі у справі «Спілки визволення Білорусі». Під час обшуку на квартирі у нього забрали 27 книг, багато листів і рукописів. Не визнав себе винним. Ухвалою колегії ОГПУ від 10 квітня 1931 засуджений на 5 років заслання, яке відбував в Уржумі Кіровської області. Жив у родині І. і Є. Деранкових, був викладачем літератури в медичному технікумі, за сумісництвом — заступником директора з господарської роботи. Помер від туберкульозу. Похований на місцевому кладовищі. Хотів бути похованим у Вільнюсі, місті, яке дуже любив. Реабілітований 19 вересня 1960 Судовою колегією Верховного суду Білорусі.

## Творчість
Творчість В. Жилки яскраво відображає світоглядну еволюцію прогресивної інтелігенції, ідеологічного авангарду національно-визвольного руху Західної Білорусі 1920-х років. Як творець він відновлював традиції європейського романтизму (переклади з Г. Ібсена, А. Міцкевича, Ш. Бодлера), використовував досягнення авангардистської поезії Чехословаччини і Польщі (Ї. Волькер, Б. Есенський), позитивно оцінював досвід поетів В. Дубовки і Я. Пушчі. Від романтиків і неоромантиків перейняв і осмислював у контексті білоруського визвольного руху ідею про силу краси («Да Пэрсі Шэлі», «Няма збавеньня», «Твае блакітнасьці нязьменны» і інш.)
Друкуватися почав у 1920. У Вільнюсі вийшли окремими виданнями поема «Уяўленьне» (1923) і збірка віршів «На ростані» (1924). У Мінську були видані збірки «З палёў Заходняй Беларусі» (1927), «Вершы» (1970), «Пожні» (вірші, переклади, критичні статті, 1986).
Переклав «Слова пра Якуба Шэлю» Б. Ясенського (1932), а також окремі твори А. Міцкевича, Г. Ібсена, Ш. Бодлера, І. Волькера та інш.

## Літаратура
- Калеснік У. Ветразі Адысея [Архівовано 15 березня 2017 у Wayback Machine.] / Сямёнава А. I.. — Менск: Мастацкая літаратура, 1977. — 315 с. — 2000 ас.
- Калесьнік, У. А. Жылка Уладзімір // Беларускія пісьменнікі: Біябібліягр. слоўн. У 6 т. Т. 2. Верабей — Іваноў / Ін-т літ. імя Я. Купалы АН Рэспублікі Беларусь Беларус. Энцыкл.; Пад рэд. А. В. Мальдзіса; Рэдкал.: І. Э. Багдановіч і інш. — Мн.: БелЭн, 1993. — С. 464—467. — 541 с. ISBN 5-85700-075-0
- Уладзімір Жылка // Беларускія пісьменнікі (1917—1990): Даведнік; Склад. А. К. Гардзіцкі. Нав.рэд. А. Л. Верабей. — Мн.: Мастацкая літаратура, 1994. — 653 с.: іл. ISBN 5-340-00709-X.